# Heyderia
Heyderia is een geslacht van schimmels behorend tot de familie Cenangiaceae. De typesoort is het sparrenmijtertje (Heyderia abietis).

## Soorten
Volgens Index Fungorum telt het geslacht vier soorten (peildatm maart 2022):
| Soortnaam                           | Auteur(s)                   | Publicatiejaar |
| ----------------------------------- | --------------------------- | -------------- |
| Heyderia abietis (Sparrenmijtertje) | (Fr.) Link                  | 1833           |
| Heyderia agariciphila               | Gamundí                     | 1977           |
| Heyderia cucullata                  | (Batsch) Bacyk & Van Vooren | 2005           |
| Heyderia sclerotiorum               | (Rostr.) Benkert            | 1983           |